# سانت مون (كورنوال)
سانت مون (بالإنجليزية: St Mewan)‏ هي قرية و أبرشية مدنية تقع في المملكة المتحدة في إنجلترا.  يقدر عدد سكانها بـ 3,402 نسمة .